# Frederik Besse
Frederik Besse (* 22. Juni 1991 in Zürich) ist ein Schweizer Journalist und Major in der Schweizer Armee. Von 2019 bis 2023 war er Chefredaktor der militärischen Fachzeitschrift Schweizer Soldat.

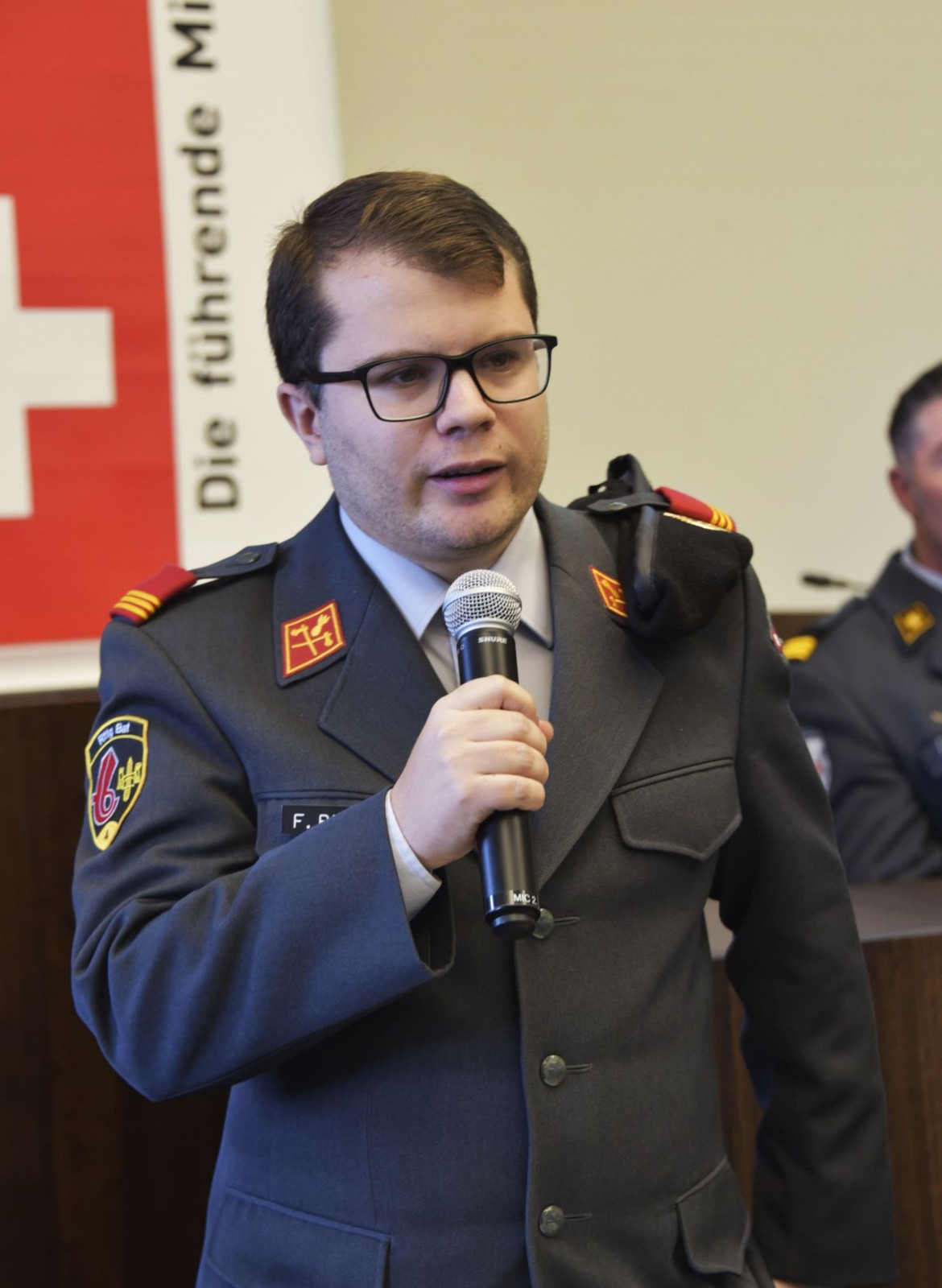
Frederik Besse an einer Veranstaltung des Schweizer Soldat

## Leben
Besse studierte von 2015 bis 2018 im Bachelor Kommunikation und seit 2020 im Master Vertiefung Organisationskommunikation an der Zürcher Hochschule für Angewandte Wissenschaften. Von 2016 bis 2018 arbeitete er als Journalist bei Lokalinfo. Seit 2019 ist Besse Chefredaktor der militärischen Fachzeitschrift Schweizer Soldat.

## Militärische Laufbahn
Nach der Rekrutenschule war Besse von 2015 bis 2022 Presse- und Informationsoffizier und Stabsoffizier im Bataillonsstab des Katastrophenhilfebataillons 4 sowie des Rettungsbataillons 4. Seit Februar 2022 ist Besse Journalistoffizier ad interim im Stab Territorialdivison 4.